# Nyctiellus lepidus
Nyctiellus lepidus är en fladdermusart som först beskrevs av Paul Gervais 1837.  Nyctiellus lepidus är ensam i släktet Nyctiellus som ingår i familjen trattöronfladdermöss. Inga underarter finns listade i Catalogue of Life.

## Utseende
Arten liknar allmänt de andra trattöronfladdermössen i kroppsbyggnaden. Familjens medlemmar har en 35 till 55 mm lång kropp (huvud och bål), en 50 till 60 mm lång svans och 27 till 41 mm långa underarmar. Nyctiellus lepidus är med en vikt av 5 till 10 g en av de minsta arterna i familjen. Den har en avvikande konstruktion av skallen och tänderna. Artens övre framtänder liknar blad i utseende och den har små hörntänder. Även den första premolaren på varje sida i över- och underkäken är förminskad.
Liksom andra medlemmar av familjen har Nyctiellus lepidus trattformiga öron. Pälsens färg varierar mellan brun och mörkgul.

## Utbredning och habitat
Denna fladdermus förekommer på Kuba, på östra Bahamas och på några mindre öar i regionen. Habitatet utgörs av tropiska regnskogar.

## Ekologi
Individerna vilar i varma fuktiga grottor eller i övergivna gruvor. Där bildar de ofta stora kolonier. Arten jagar olika insekter med hjälp av ekolokalisering. Den är aktiv på natten och lämnar gömstället under kvällen.
Parningen sker i december och januari. Efter 8 till 10 månader dräktighet föder honan en enda unge som är ganska stor och väl utvecklad. Före ungarnas födelse bildar honor egna kolonier som är skilda från hanarna.
Nyctiellus lepidus hotas i viss mån när gruvor åter sätts i bruk. Den störs ibland av turister som besöker grottorna. Hela beståndet listas av IUCN som livskraftig (Least Concern).